# قائمة معسكرات الاعتقال

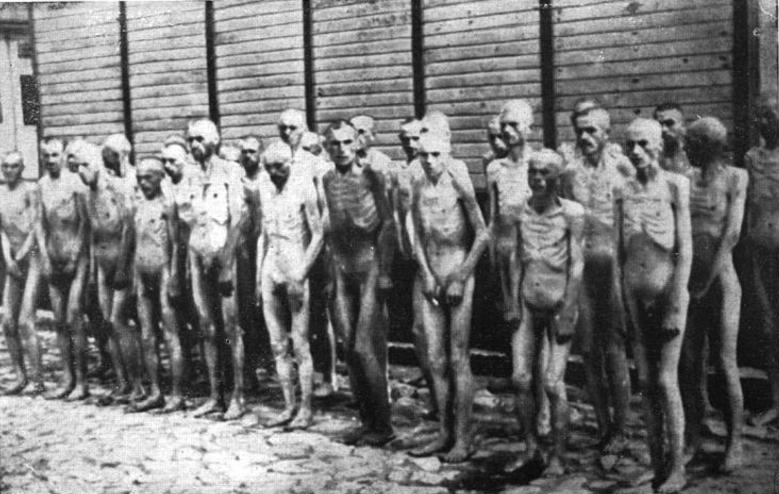
أسرى حرب سوفياتيين يقفون أمام أحد الأكواخ في محتشد اعتقال ماوتهاوزن.

هذه قائمة بمعسكرات الاعتقال مرتبة حسب الدولة. بشكل عام يتم تخصيص معسكر أو مجموعة من المخيمات للدولة التي كانت حكومتها مسؤولة عن إنشاء و / أو تشغيل المخيم بغض النظر عن موقع المخيم ولكن هذا المبدأ يمكن أن يكون أو يمكن أن يبدو قد غادر في مثل الحالات التي تغيرت فيها حدود الدولة أو اسمها أو احتلتها قوة أجنبية.
تم استبعاد أنواع معينة من المخيمات من هذه القائمة لا سيما مخيمات اللاجئين التي يديرها أو يؤيدها المفوضية السامية للأمم المتحدة لشؤون اللاجئين. بالإضافة إلى ذلك يتم التعامل مع معسكرات أسرى الحرب التي لا تضم أيضا غير المقاتلين أو المدنيين ضمن فئة منفصلة.

## البوسنة والهرسك

### حرب البوسنة والهرسك

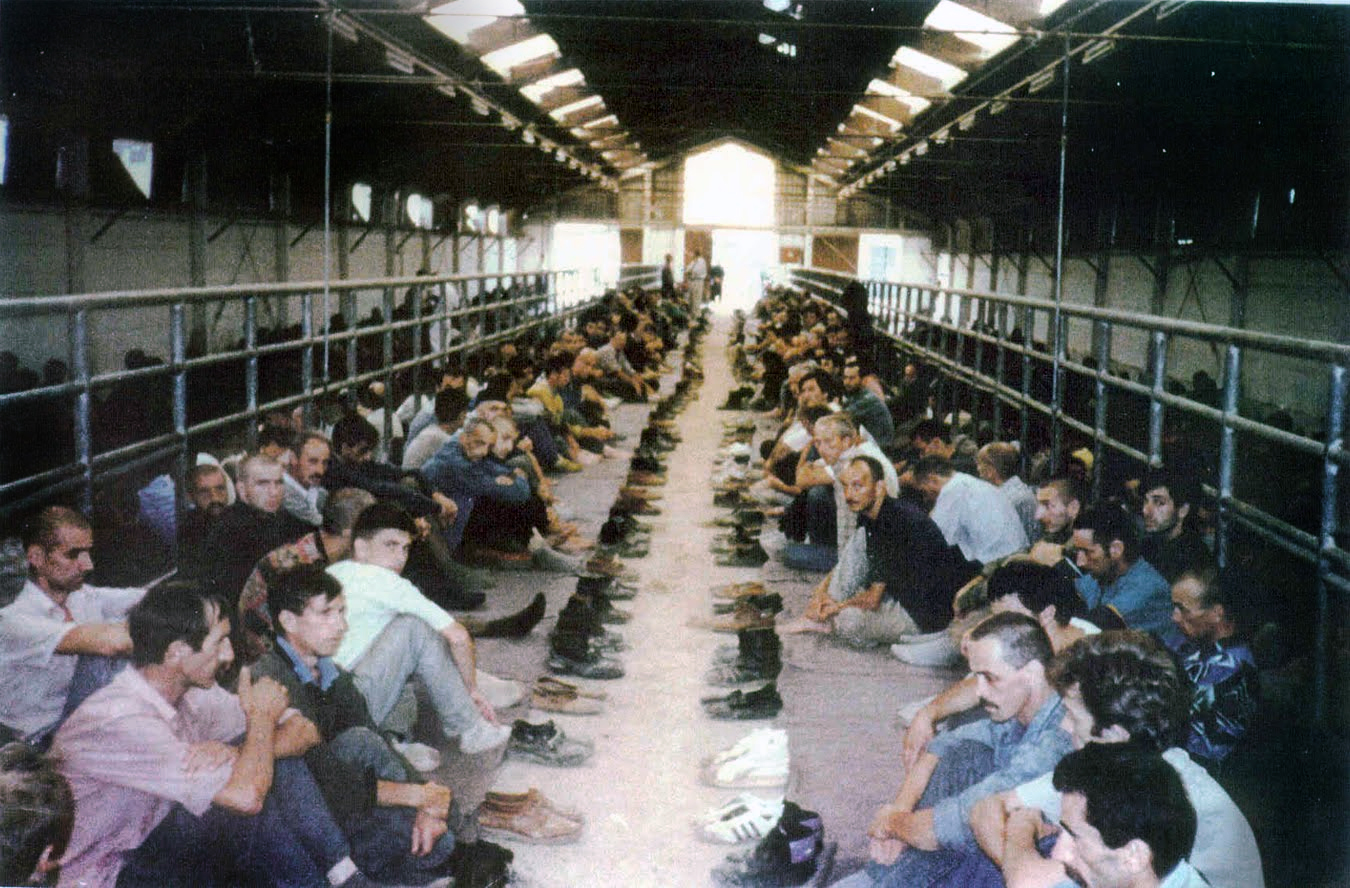
المحتجزون المدنيون البوسنيون في بوسانسكا كرايينا ومعظمهم من منطقة برييدور في مخيم مانييتشا.

في تقرير للأمم المتحدة تم تأكيد 381 من أصل 677 معسكر مزعوم والتحقق منه بما في ذلك جميع الفصائل المتحاربة أثناء حرب البوسنة والهرسك.
| سيطرة الصرب | سيطرة الكروات                                                  | سيطرة البوسنيين                                                    |
| --- | -------------------------------------------------------------- | ------------------------------------------------------------------ |
| - فوتشا) - معسكر عمرسكا - صالة بارتيزان الرياضية - معسكر لوكا - مخيم ليبلي - معسكر باتكوفيتش - معسكر سوتشيتشا - فيلين فلاس - مخيم أوزامنيكا - معسكر ترنوبولي - معسكر كيراتيرم - معسكر مانياتشا | - معسكر دريتيلي - معسكر هيليودروم - معسكر غابيلا - معسكر فوينو | - معسكر سجن سيليبيتشي (تحت سيطرة الكروات والبوسنيين) - معسكر سيلوس |

## فرنسا

### الجزائر
خلال ثورة التحرير الجزائرية (1954-1962) أنشأ الجيش الفرنسي مراكز إعادة التجميع والتي أقيمت مستوطنات للسكان المدنيين المهجرين قسرا من أجل فصلهم عن مقاتلي حرب العصابات في جبهة التحرير الوطني الجزائرية. وبحسب الموظف الحكومي ميشال روكار تم إرسال مليون جزائري إلى معسكرات إعادة التجميع (بما في ذلك الأطفال).
في عام 1959 ندد ميشال روكار بالظروف المروعة للعديد من تلك المعسكرات في تقرير تم تسريبه ونشره في صحيفة لو موند. نتيجة لذلك تم تحديث المعسكرات وأصبحت جزءا من برنامج تجديد ريفي كبير يسمى ألف قرية.
خلال الجزء الأول من الفترة الاستعمارية استخدم الفرنسيون المعسكرات لاحتجاز العرب والأمازيغ والأتراك الذين تم إبعادهم قسرا من المناطق الخصبة من الأرض من أجل استبدالهم بالمستوطنين الفرنسيين والإسبان والمالطيين بشكل أساسي. تشير التقديرات إلى أنه من عام 1830 إلى عام 1900 مات ما بين 15 و 25 ٪ من سكان الجزائر في مثل هذه المعسكرات. قتلت الحرب بشكل عام ثلث سكان الجزائر. كتب المؤرخ بين كيرنان عن الغزو الفرنسي للجزائر: «بحلول عام 1875 اكتمل الغزو الفرنسي. قتلت الحرب ما يقرب من 825000 جزائري من السكان الأصليين منذ عام 1830».
أثناء ثورة التحرير الجزائرية احتجز الفرنسيون مجموعات كاملة من القرى التي كان يُشتبه في دعمها لجبهة التحرير الوطني الجزائرية المتمردة.

### فرنسا الفيشية
خلال الحرب العالمية الثانية أدارت حكومة فرنسا الفيشية ما أطلق عليه «معسكرات الاعتقال» مثل تلك الموجودة في درانسي. توجد أيضا معسكرات في جبال البرانس على الحدود مع إسبانيا الموالية لألمانيا النازية من بينها معسكر دي ريفسالت ومعسكر دو ريسيبيدو ومعسكر غورس وكامب فيرنيه. من هؤلاء تعاون الفرنسيون في ترحيل حوالي 73000 يهودي إلى ألمانيا النازية.
بالإضافة إلى ذلك في المناطق التي ضمتها ألمانيا رسميا من فرنسا مثل الألزاس واللورين تم بناء معسكرات الاعتقال وأكبرها ناتزويلر-ستروتهوف.
كما قام الفرنسيون الفيشيون بإدارة معسكرات في شمال وغرب إفريقيا وربما في أرض الصومال الفرنسي ومدغشقر. فيما يلي مواقع معسكرات الاعتقال ومعسكرات أسرى الحرب ومعسكرات الاعتقال في (فيشي) غرب و (فيشي) شمال إفريقيا:
كانت المعسكرات تقع في:
غرب افريقيا:
- كوناكري
- تمبكتو
- كانكان
- كوليكورو ، مالي
- داكار

شمال أفريقيا:
- صفاقس
- الكاف
- الأغواط
- جيريفيل.

أيضا المعسكرات المرتبطة بحادثة لاكونيا:
- مديونة (بالقرب من الدار البيضاء)
- قويد زين، المغرب (بالقرب من الدار البيضاء)
- سيدي العفاشي، المغرب (بالقرب من أزمور)

المعسكرات التالية قيد التحقيق:
- تازة
- فاس
- وجدة
- سيدي بل عباس
- بيرجينت
- سطات
- سيدي العياشي
- كويد زم
- ميشريا

لم يكن في المعسكرات في كوناكري وتمبكتو وكانكان مياه جارية ولا كهرباء ولا غاز ولا إضاءة كهربائية ولا مجاري ولا مراحيض ولا حمامات. تم إيواء السجناء (معظمهم من البريطانيين والنرويجيين) في مساكن محلية - أكواخ ومنازل من الطين وسقيفة جرار. أطلقت سلطات فرنسا الفيشية في غرب إفريقيا على هذه المعسكرات اسم «معسكرات الاعتقال».

## ليبيا

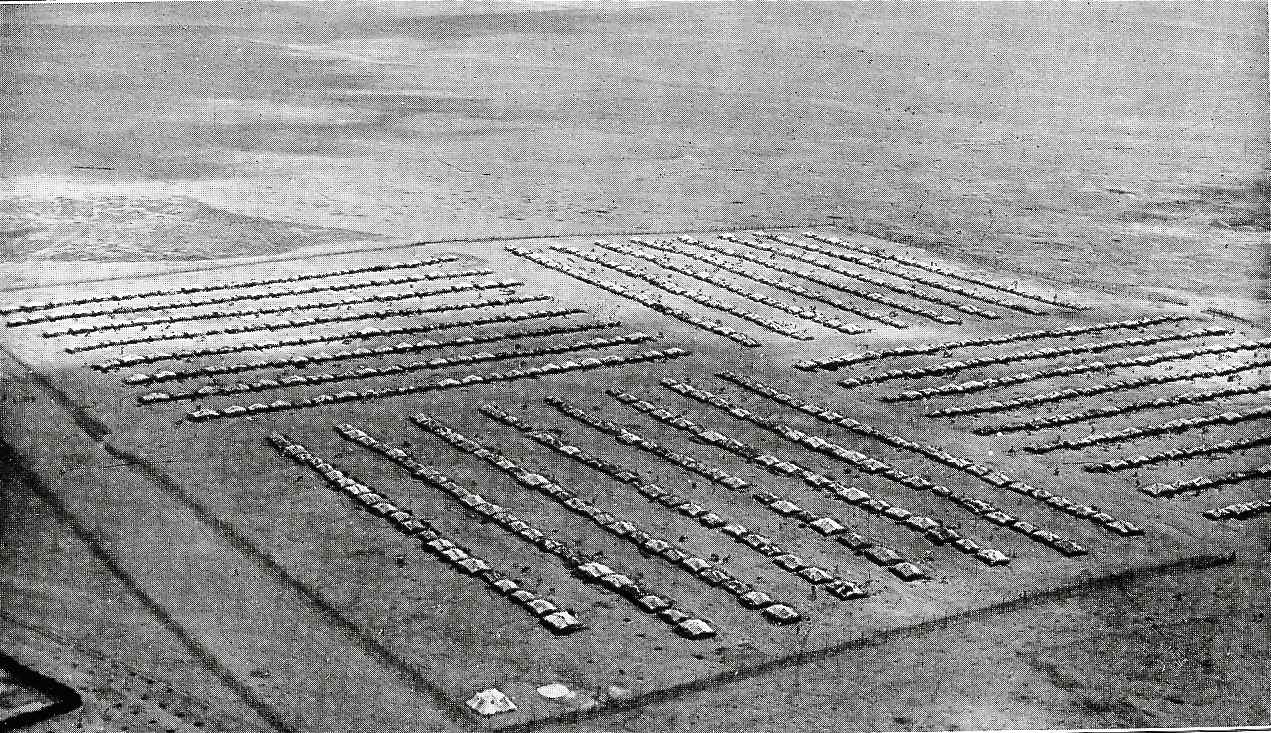
معسكر اعتقال إيطالي في أبيار، ليبيا.

بدأ تاريخ ليبيا كمستعمرة إيطالية في العشرينيات من القرن الماضي واستمر حتى فبراير 1947 عندما فقدت إيطاليا رسميا جميع مستعمرات الإمبراطورية الاستعمارية الإيطالية السابقة.
اشتد القتال بعد وصول الديكتاتور بينيتو موسوليني إلى السلطة في إيطاليا وفر الملك إدريس من ليبيا إلى مصر في عام 1922. من عام 1922 إلى عام 1928 شنت القوات الإيطالية بقيادة الجنرال بييترو بادوليو حملة تهدئة عقابية. وافق خليفة بادوليو في الميدان المارشال رودولفو غراتسياني (المعروف باسم «جزار فزان») على تفويض موسوليني بشرط أن يُسمح له بسحق المقاومة الليبية غير المقيدة بقيود القانون الإيطالي أو الدولي. وبحسب ما ورد وافق موسوليني على الفور وقام غراتسياني بتكثيف القمع. واصل الليبيون الدفاع عن أنفسهم حيث جاءت أقوى أصوات المعارضة من برقة. أصبح عمر المختار شيخ سنوسي زعيم الانتفاضة.
بعد ذلك بوقت قصير بدأت الإدارة الاستعمارية عمليات الترحيل الجماعي لشعب برقة لحرمان المتمردين من دعم السكان المحليين. انتهت الهجرة القسرية لأكثر من 100000 شخص في معسكرات الاعتقال في سلوق علاء بير والعقيلة حيث مات عشرات الآلاف في ظروف مزرية. يقدر (المؤرخون العرب) أن عدد الليبيين الذين لقوا حتفهم - إما من خلال القتال أو بشكل رئيسي من خلال الجوع والإعدام والمرض - لا يقل عن 80000 أو حتى ما يصل إلى ثلث سكان برقة.

## الإمبراطورية العثمانية وتركيا
كانت معسكرات الاعتقال المعروفة باسم معسكرات دير الزور مقامة في قلب الصحراء السورية خلال الفترة من 1915 إلى 1916 حيث أُجبر الآلاف من اللاجئين الأرمن على مسيرات الموت أثناء الإبادة الجماعية للأرمن. قدر نائب القنصل الأمريكي في حلب جيسي ب. جاكسون أن عدد اللاجئين الأرمن في أقصى الشرق مثل دير الزور وجنوب دمشق بلغ 150 ألف جميعهم معدمون تقريبا.

## روسيا والاتحاد السوفيتي

### بعد 1990
خلال الحرب الشيشانية الثانية استخدمت القوات الروسية معسكر اعتقال تشيرنوكوزوفو كمركز رئيسي لنظام معسكر الترشيح في الشيشان من 1999 إلى 2003 لقمع حركة استقلال الشيشان. تم القبض على عشرات الآلاف من الشيشان واحتجازهم في هذه المعسكرات. طبقا لشهود شيشانيين فقد تعرض السجناء للضرب بينما اغتصب الجنود الروس فتيات لا تتجاوز أعمارهن 13 عام.
منذ أوائل عام 2017 كانت هناك تقارير عن معسكرات اعتقال للمثليين في الشيشان برمضان قديروف والتي يُزعم أنها تُستخدم للاحتجاز خارج نطاق القضاء وتعذيب الرجال الذين يُشتبه في كونهم مثليين أو ثنائيي الجنس. وسُجن نحو 100 رجل وتوفي ثلاثة أشخاص على الأقل. الشيشان مجتمع تسكنه أغلبية مسلمة شديد المحافظة ينتشر فيه رهاب المثلية الجنسية وتعتبر المثلية الجنسية من المحرمات وحيث يُنظر إلى وجود قريب مثلي على أنه «وصمة عار على الأسرة الممتدة بأكملها».
يتم تجميع قائمة واسعة من معسكرات الجولاج بناء على مصادر رسمية.

## الولايات المتحدة

### الحرب الأفغانية واحتلال العراق

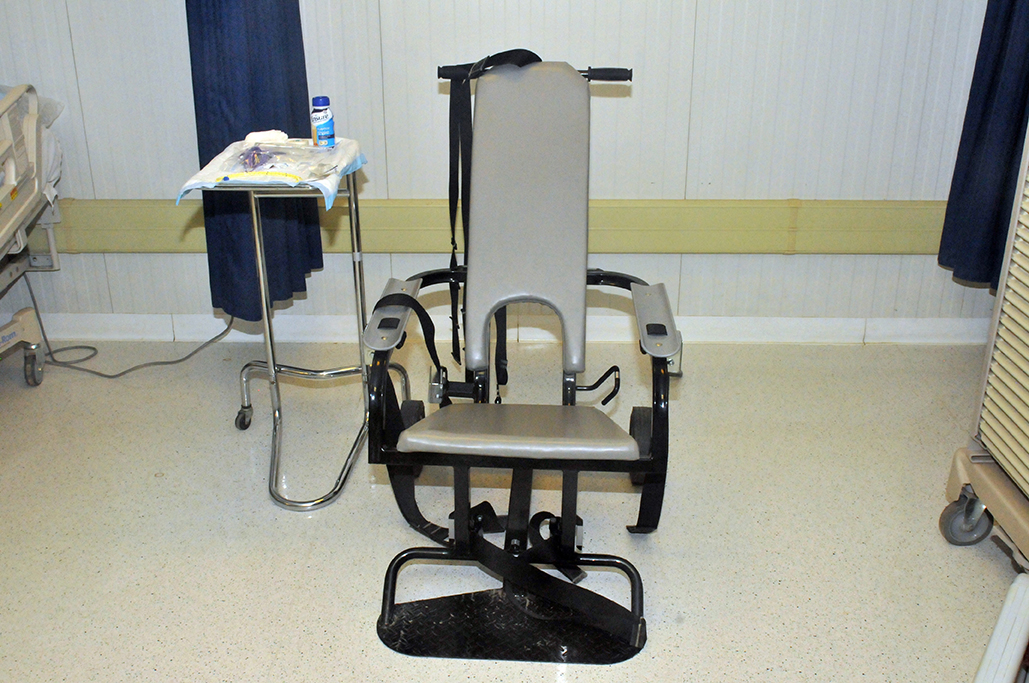
كرسي التقييد للإطعام القسري في غوانتنامو.

في عام 2002 افتتحت الولايات المتحدة الأمريكية معتقل في كوبا يسمى معتقل غوانتانامو كما افتتحت أيضا معسكر اعتقال آخر في أفغانستان يسمى مرفق باغرام للاعتقال. تم إنشاء كلا المركزين من أجل اعتقال الأشخاص الذين تم أسرهم خلال الحرب الأفغانية. في عام 2003 من أجل اعتقال الأشخاص الذين تم أسرهم أثناء احتلال العراق حولت الولايات المتحدة سجن عراقي إلى معتقل يشار إليه عادة باسم سجن بغداد المركزي أو سجن أبو غريب.
نتيجة لسياسة الحكومة الأمريكية المتمثلة في احتجاز المعتقلين إلى أجل غير مسمى تم احتجاز عدد من الأسرى لفترات طويلة دون توجيه اتهامات قانونية لهم ومنهم أيمن سعيد بطرفي الذي تم القبض عليه في عام 2001 وتم إطلاق سراحه من معتقل غوانتانامو في عام 2009. وثيقة تم تسريبها من اللجنة الدولية للصليب الأحمر ونشرتها صحيفة نيويورك تايمز في نوفمبر 2004 اتهمت الجيش الأمريكي باستخدام القسوة «التي ترقى إلى مستوى التعذيب» ضد المعتقلين المحتجزين في معتقل غوانتانامو. في مايو 2005 أشارت منظمة العفو الدولية لحقوق الإنسان إلى معتقل غوانتانامو على أنه «غولاغ عصرنا».
في سبتمبر 2006 بعد سلسلة من الانتهاكات بما في ذلك اغتصاب وقتل السجناء تم نقل السيطرة على سجن بغداد المركزي إلى العراقيين. تشير تقارير التحقيق اللاحقة إلى أن الولايات المتحدة واصلت التأثير المباشر والإشراف على حملة التعذيب التي تُنفذ داخل المنشآت العراقية حتى بعد الانتهاء من تسليم العراق والمنشآت ذات الصلة. في مارس 2013 تم الكشف عن أن المسؤولين الأمريكيين بضغط من المسؤولين الأفغان توصلوا إلى اتفاق بعد أكثر من عام من المفاوضات لتسليم السيطرة على مرفق اعتقال مسرح باغرام إلى الحكومة الأفغانية. في الصفقة أعيدت تسمية مرفق باغرام للاعتقال المسرحي المسمى «غوانتانامو الآخر» و«توأم غوانتانامو الشرير» أو «غوانتانامو الشرير» من قبل جماعات حقوق الإنسان بعد تقارير عن انتهاكات منهجية تم تغيير اسمه إلى مرفق الاحتجاز الوطني الأفغاني في باروان. بالإضافة إلى ذلك وسعت الاتفاقية السلطة للمسؤولين الأمريكيين للتحدث بشأن المعتقلين الذين يمكن إطلاق سراحهم من المنشأة بما في ذلك ضمانات من الحكومة الأفغانية بعدم إطلاق سراح بعض المعتقلين بغض النظر عما إذا كان من الممكن محاكمتهم لظروف تتعلق بأفرادهم أم لا. تولى الأفغان رسميا السيطرة على العمليات اليومية الأخرى. لا يزال معسكر غوانتانامو مفتوح ويديره الأمريكيون بالكامل.

## ألمانيا
- أنشئت معسكرات جزيرة القرش، جنوب غرب إفريقيا الألمانية وغيره إبان  التطهير العرقي في ناميبيا بين عامي 1904 و1908.[34]
- في الحرب العالمية الأولى، تم اعتقال مواطنين دول الحلفاء في المعسكرات الألمانية روليبن وغيره.[35]
- في الحرب العالمية الثانية، تم إستخدام معسكرات الاعتقال النازية.

## إسرائيل
- خلال الاجتياح الإسرائيلي لقطاع غزة (2023 - 2024)، أفادت التقارير عن نقل المعتقلين الفلسطينيين من رجال ونساء وأطفال غزة إلى معتقل سدي تيمان، وهي قاعدة عسكرية تستخدم كموقع أسود. وتم الإبلاغ عن أعمال عنف شديدة وإساءة معاملة، وحالات حالات وفاة.[36]
- المعسكر 1391
- خلال اجتياح جنوب لبنان إستخدمت إسرائيل معتقل الخيام.[37]